# A-lok (andra serien)
A var SJ:s littera på ånglok anskaffade under åren 1906–1909.
Det första loket i den nya A-serien levererades 1906 och serien kom att ersätta Cc-, T- och de avvecklade A-loken. De nya A-loken ersattes senare av B- och F-lok i snälltågen. När elektrifieringen av järnvägsnätet genomfördes behövdes inte A-loken längre och de flesta skrotades under 1930-talet.
Fem av loken såldes till Ostkustbanan under åren 1926–1927 och de byggdes senare om för att öka dragkraften. Tre av SJ:s lok byggdes också om. Dessa lok kom att få littera A2 och A3 (Ostkustbanetågen vid förstatligandet samt två av A2-loken efter byte av ångpannor).
Ett av de ursprungliga A-loken finns bevarat på Järnvägsmuseet, där ena sidan är uppskuren i syfte att visa hur ett ånglok ser ut inuti. Samtliga övriga A-lok är skrotade, några efter att ha tjänstgjort som beredskapslok, där det sista kördes 1968.